# 갈매기 우는 항구
《갈매기 우는 항구》는 한국에서 제작된 조정호 감독의 1964년 영화이다. 박노식 등이 주연으로 출연하였고 신상옥 등이 제작에 참여하였다.

## 출연

### 주연
- 박노식
- 도금봉
- 이대엽
- 허장강

## 제작진
- 조명: 변중식
- 미술: 임명선